# Pasqual Pushpakumara
Pasqual Nadeeka Pushpakumara (ur. 11 marca 1986) – lankijski piłkarz występujący na pozycji napastnika, 16-krotny reprezentant Sri Lanki, grający w reprezentacji od 2007 roku.

## Kariera klubowa
Pushpakumara karierę klubową rozpoczął w 2005 roku w rodzimym klubie Ratnam SC Colombo, w którym grał trzy sezony. Później przeniósł się do klubu Police SC Colombo, który to reprezentuje do dzisiaj (stan na 7 lipca 2012).

## Kariera reprezentacyjna
Pasqual Nadeeka Pushpakumara gra w reprezentacji od 2007 roku; rozegrał w reprezentacji 16 oficjalnych spotkań, w których nie strzelił ani jednego gola.